# Physalis pruinosa
Physalis pruinosa és una espècie comestible de planta herbàcia.
Es diferencia d'altres espècies del gènere Physalis de flors grosses, per tenir tricomes allargats al llarg de les tiges joves, dels pecíols i dels pedicels. Són plantes erectes anuals de fins a 1,5 m d'alt. Les fulles són de forma ovada de 4 a 9 cm de llarg amb l'àpex acuminat. Les flors tenen pedicel d'1 a 35 mm de llarg, la corol·la és lleugerament, blanca o groga.e
La major part de la planta és tòxic per a l'home, perquè conté solanina i solanidina, i la major concentració se'n troba en els fruits immadurs. El fruit és una baia de 10 a 20 mm de diàmetre, les llavors són groguenques i d'uns 2 mmm de diàmetre. És present des del nord de Mèxic a Costa Rica entre 40 i 1400 m d'altitud. Se sembren les llavors directament en plena terra separades 10 cm en fileres separades 40 cm.
Els fruits madurs són comestibles, però el conreu comercial no és rendible. Queden petits i sovint cauen per terra abans de madurar. Es fan estudis per millorar-ne el rendiment i conrear variants que fan més fruits i menys fulla, seguint l'exemple del tomaquet, un parent llunyà.